# Suicide Season: Cut Up!
Suicide Season: Cut Up! – jest pierwszym albumem remixowym brytyjskiego Bring Me the Horizon

## Lista utworów
1. "The Comedown" (Robotsonics) 5:17
2. "Chelsea Smile" (KC Blitz) 4:12
3. "It Was Written In Blood" (Lostprophets) 4:58
4. "Death Breath" (Toxic Avenger) 4:33
5. "Football Season Is Over" (After The Night) 3:57
6. "Sleep with One Eye Open" (Tek-One) 4:41
7. "Diamonds Aren't Forever" (I Haunt Wizards) 3:55
8. "The Sadness Will Never End" (Skrillex) 6:03
9. "No Need for Introductions, I've Read About Girls Like You on the Backs of Toilet Doors" (The Dillinger Escape Plan) 2:46
10. "Suicide Season" (The Secret Handshake) 2:56
11. "Football Season Is Over" (Utah Saints) 5:03
12. "Sleep with One Eye Open" (Shawn Crahan) 5:55
13. "Chelsea Smile" (Travis McCoy) 3:42
14. "Suicide Season" (Outcry Collective) 5:05